# Осада европейских концессий в Тяньцзине
Осада европейских концессий в Тяньцзине длилась со 2 по 10 июня (по старому стилю) 1900 года.

## Предыстория
В конце XIX — начале XX вв. Тяньцзинь был крупнейшим городом Северного Китая (население — около 1 млн.человек), в нём размещалось руководство Бэйянской армии, рядом в Тангу располагалось адмиралтейство. В окрестностях города имелись арсеналы, военная и военно-морская академии. Иностранное население Тяньцзиня составляло 800 человек, половина из которых являлась англичанами. Иностранный сеттльмент Тяньцзиня состоял из трёх концессий — французской, британской и германской (русские подданные располагались во французском районе).
В мае Тяньцзинь превратился в центр движения ихэтуаней. 16 мая ихэтуани напали на европейских инженеров, работавших на железной дороге; часть их при отступлении в Тяньцзинь пропала без вести. Далее обстановка продолжила ухудшаться: ихэтуани повсюду производили погромы, убивали христиан, преследовали всех, кто был связан с иностранцами. Юйлу — наместник Чжили — выслал для наведения порядка войска под командованием Ян Футуна, но эти войска с поставленной задачей не справились, а сам Ян Футун был смертельно ранен в бою с ихэтуанями. Другой отряд — из армии генерала Не Шичэна — действовал успешнее, в ряде боёв ихэтуани были разбиты; основные силы Не Шичэна нанесли удар вдоль линии железной дороги Тангу-Пекин. Однако местные китайские власти саботировали мероприятия по подавлению восстания, а в Пекине к решительным действиям Не Шичэна отнеслись неодобрительно, и отозвали его войска в места постоянной дислокации.
В конце мая ихэтуани заняли китайскую часть Тяньцзиня. Иностранный сеттльмент начал укреплять оборону, в город прибывали моряки с находившихся поблизости военных судов европейских держав. 26 мая в иностранном сеттльменте было собрано около 600 человек иностранных войск (в том числе 135 русских моряков с двумя пушками). Однако в это время началась осада Посольского квартала в Пекине ихэтуанями, и почти все европейские войска под командованием адмирала Сеймура двинулись на помощь осаждённым, но оказались заблокированными ихэтуанями на полпути. 30 мая в Тяньцзине оставалось всего несколько десятков русских моряков во главе с лейтенантом Каульбарсом, взвод казаков и иностранных волонтёров. Иностранная колония, численностью более 2 тысяч человек, оказалась практически беззащитной перед ихэтуанями.
26 мая вице-адмирал Е. И. Алексеев доложил военному министру, что возможности эскадры Тихого океана для высадки десантов иссякают. Однако ещё 25 июня министр иностранных дел России М. Н. Муравьёв направил царю докладную записку по поводу отправки в Чжили сухопутных войск. 26 мая Николай II отправил в Порт-Артур указание: в случае надобности направить в Пекин отряд силой в 4 тысячи человек. 28 мая Е. И. Алексеев получил высочайший указ о посылке сухопутных войск в Пекин. Вечером 30 мая русский отряд (в составе 12-го восточно-сибирского стрелкового полка, 1-й полубатареи 2-й батареи восточно-сибирского строевого артиллерийского дивизиона и 6-й сотни 1-го Верхнеудинского казачьего полка, а также взвода Квантунской сапёрной роты) высадился в Тангу и захватил на станции поезда, которые русские моряки повели к Тяньцзиню. 31 мая основные силы русского отряда под командованием полковника Анисимова заняли европейский сеттльмент Тяньцзиня. 1 июня в городе собралось около 2,5 тысяч иностранных войск. Для обеспечения связи с эскадрой на промежуточной станции Цзюньляньчэн 2 июня были поставлены русская рота и французский десант, а по дороге курсировал вооружённый поезд с русским морским десантом.

## Начало осады европейских концессий в Тяньцзине
1 июня поезд, на котором хотели отправить рельсы и шпалы в отряд Сеймура, был обстрелян ихэтуанями и вынужден был вернуться. Вечером 2 июня русский отряд занял оборону. В ночь со 2 на 3 июня ихэтуани попытались взять штурмом железнодорожный вокзал, но, вооружённые лишь холодным оружием, были отбиты русскими стрелками, вооружёнными огнестрельным оружием и артиллерией. 3 июня в направлении движения отряда Сеймура была проведена рекогносцировка, однако группа подполковника Самойлова, натолкнувшись на ихэтуаней, была вынуждена вернуться.

## Бои за форты Дагу
Устье реки Бэйхэ и дорогу на Тяньцзинь с моря прикрывали крепости Дагу. Для надёжного обеспечения ведения боевых действий в Чжили союзникам требовалось иметь в своих руках эти «ключи от столичной провинции». 3 июня на совещании командиров эскадр на крейсере «Россия» было принято решение предложить китайскому военному командованию сдать форты, а в случае отказа — штурмовать их. Китайцы сдать укрепления отказались, и, заняв 3 июня Тангу, в ночь с 3 на 4 июня союзники начали бой.
В связи с началом боёв под Дагу в Тяньцзине вместе с ихэтуанями начала боевые действия регулярная китайская армия. Вечером 4 июня китайские войска в открыли по европейским позициям артиллерийский огонь, но союзники контратаковали, и захватили китайскую военную школу, откуда вёлся огонь. 5 июня основные силы русского отряда отправились по железной дороге на помощь осаждённой в Цзюляньчэне роте. В это время китайские войска начали наступление на железнодорожный вокзал Тяньцзиня, однако взять русские позиции им не удалось, а вернувшийся после полудня отряд Анисимова успешно контратаковал противника. 6 июня интенсивные бои продолжились. Вечером на военном совете было принято решение обратиться за помощью к командующему Тихоокеанской эскадрой вице-адмиралу Гильтебрандту. С просьбой о помощи отправили трёх казаков, которым удалось добраться до Дагу, занятого к тому моменту иностранными войсками.

## Деблокада
Бои в Тяньцзине шли круглосуточно. К 7 июня общие потери русского отряда уже составляли более 200 человек убитыми и ранеными. 8 июня было принято решение готовиться к отступлению, однако на следующий день положение осаждённых упрочилось, так как китайские войска были отвлечены на отражение удара войск, наступавших со стороны Дагу. 10 июня к Тяньцзиню подошли русские войска под командованием генерал-майора Стесселя. Отряд Анисимова атаковал китайские позиции с тыла и, после длительного боя, к вечеру русские войска объединились и продолжили успешное наступление на китайцев.

## Итоги
Взятие Дагу и установление контроля над дорогой Тангу-Тяньцзинь значительно упрочили положение союзных войск в Чжили. 11 июня в Тяньцзине сосредоточились около 3 тысяч русских войск с 16 орудиями, и около 2,5 тысяч войск других держав. Сняв осаду, союзные войска приступили к активным действиям.